# Міністерство підприємництва, енергетики та зв'язку Швеції
Міністерство підприємництва, енергетики та зв'язку Швеції (швед. Näringsdepartementet) — державна установа Швеції, що відповідає за розвиток підприємництва і конкуренції, за електронний зв'язок, енергетику, лісове господарство, інформаційні технології, поштовий зв'язок, добувну промисловість, дослідження і розробки, державні корпорації, туризм і транспорт. Загальна чисельність штатних працівників становить 300 осіб.

## Агентства
- Шведське управління охорони праці
- Шведський національний інститут трудового життя
- Шведська служба зайнятості
- Шведська національна залізнична адміністрація
- Шведська національна рада з безпеки електричних мереж
- Шведське національне агентство з розвитку сіл
- Шведський омбудсмен з рівних можливостей
- Шведське управління з конкуренції
- Шведське національне агентство громадського транспорту
- Шведська національна космічна рада
- Шведська національна рада з лісового господарства
- Шведське енергетичне агентство
- Шведське туристичне управління
- Шведське агентство інноваційних систем
- Шведське Агентство з розвитку бізнесу
- Шведська національна рада з промислового та технологічного розвитку
- Шведська Дорожня Адміністрація

## Підприємства
- Шведська адміністрація цивільної авіації
- Шведська морська адміністрація

## Суд
- Шведський Патентний суд